# Anadenobolus zapotecus
Anadenobolus zapotecus är en mångfotingart som först beskrevs av Henri Saussure 1860.  Anadenobolus zapotecus ingår i släktet Anadenobolus och familjen Rhinocricidae. Inga underarter finns listade i Catalogue of Life.